# 1894 dans les chemins de fer
chronologie des chemins de fer
1893 dans les chemins de fer - 1894 - 1895 dans les chemins de fer

## Évènements

### Février
- 4 février, Suisse : inauguration[1] du chemin de fer Veyrier - Les Treize Arbres

### Avril
- 16 avril, Suisse : mise en service de la ligne Orbe – Chavornay.

### Juin
- 1er juin, France : ouverture de la ligne Livron - Aspres reliant les Hautes-Alpes à la vallée du Rhône.

### Août
- 14 août, France : ouverture de la ligne Guingamp - Paimpol sur le Réseau breton.

### Septembre
- 25 septembre, France : électrification du Tramway du Havre.